# Pero nasuta
Pero nasuta là một loài bướm đêm trong họ Geometridae.